# 迷你剧集
迷你劇集（英語： 或 ，在英國又稱作），又分「電視連續短劇」、「網絡連續短劇」兩種，是在設定上集數甚少的連續性劇集。迷你劇集之下又衍生出「限定劇」（英語：limited series）及「事件劇」（英語：event series）等劇集種類。
迷你劇集與一般連續劇最大的不同是其集數已預先設定，在有限集數內講述一個故事，且播出日期通常不會延續超過一年。